# 出雲市立河南中学校
出雲市立河南中学校（いずもしりつかなんちゅうがっこう）は、島根県出雲市神門町にある公立中学校。

## 校区
- 校区は、神西小学校、神戸川小学校（一部）の通学区域となっている。

## 部活動
希望入部制
- 陸上競技部
- 野球部
- 女子バレー部
- 女子バスケット部
- 男子ソフトテニス部
- 水泳部
- 吹奏楽部
- 美術部